# Olympische Sommerspiele 1948/Schwimmen
Bei den XIV. Olympischen Sommerspielen 1948 in London wurden vom 30. Juli bis 7. August 1948 im Schwimmen insgesamt elf Wettbewerbe ausgetragen, davon sechs für Männer und fünf für Frauen. Austragungsort war der Wembley Empire Pool. Insgesamt nahmen 249 Schwimmer aus 34 Nationen teil, davon 161 Männer und 88 Frauen.

## Bilanz

### Medaillenspiegel
| Platz | Land               | Gold | Silber | Bronze | Gesamt |
| ----- | ------------------ | ---- | ------ | ------ | ------ |
| 1     | Vereinigte Staaten | 8    | 6      | 1      | 15     |
| 2     | Dänemark           | 2    | 2      | –      | 4      |
| 3     | Niederlande        | 1    | –      | 2      | 3      |
| 4     | Australien         | –    | 2      | 2      | 4      |
| 5     | Ungarn             | –    | 1      | 3      | 4      |
| 6     | Frankreich         | –    | –      | 2      | 2      |
| 7     | Großbritannien     | –    | –      | 1      | 1      |

### Medaillengewinner
| Konkurrenz         | Gold                                                                 | Silber                                                    | Bronze                                                          |
| ------------------ | -------------------------------------------------------------------- | --------------------------------------------------------- | --------------------------------------------------------------- |
| 100 m Freistil     | Walter Ris                                                           | Alan Ford                                                 | Géza Kádas                                                      |
| 400 m Freistil     | William Smith                                                        | James McLane                                              | John Marshall                                                   |
| 1500 m Freistil    | James McLane                                                         | John Marshall                                             | György Mitró                                                    |
| 100 m Rücken       | Allen Stack                                                          | Robert Cowell                                             | Georges Vallerey junior                                         |
| 200 m Brust        | Joseph Verdeur                                                       | Keith Carter                                              | Robert Sohl                                                     |
| 4 × 200 m Freistil | Vereinigte StaatenWalter Ris James McLane Wallace Wolf William Smith | UngarnElemér Szathmáry György Mitró Imre Nyéki Géza Kádas | FrankreichJoseph Bernardo René Cornu Henri Padou Alexandre Jany |

| Konkurrenz         | Gold                                                                           | Silber                                                         | Bronze                                                                           |
| ------------------ | ------------------------------------------------------------------------------ | -------------------------------------------------------------- | -------------------------------------------------------------------------------- |
| 100 m Freistil     | Greta Andersen                                                                 | Ann Curtis                                                     | Marie-Louise Linssen                                                             |
| 400 m Freistil     | Ann Curtis                                                                     | Karen Harup                                                    | Catherine Gibson                                                                 |
| 100 m Rücken       | Karen Harup                                                                    | Suzanne Zimmerman                                              | Judy-Joy Davies                                                                  |
| 200 m Brust        | Petronella van Vliet                                                           | Beatrice Lyons                                                 | Éva Novák                                                                        |
| 4 × 100 m Freistil | Vereinigte StaatenMarie Louise Corridon Thelma Kalama Brenda Helser Ann Curtis | DänemarkEva Arndt Karen Harup Greta Andersen Fritze Carstensen | NiederlandeIrma Schumacher Margot Marsman Marie-Louise Linssen Johanna Termeulen |

## Ergebnisse

### Männer

#### 100 m Freistil
| Platz | Land | Sportler        | Zeit       |
| ----- | ---- | --------------- | ---------- |
| 1     | USA  | Walter Ris      | 57,3 s     |
| 2     | USA  | Alan Ford       | 57,8 s     |
| 3     | HUN  | Géza Kádas      | 58,1 s     |
| 4     | USA  | Keith Carter    | 58,3 s     |
| 5     | FRA  | Alex Jany       | 58,3 s     |
| 6     | SWE  | Per-Olof Olsson | 59,3 s     |
| 7     | HUN  | Zoltán Szilárd  | 59,6 s     |
| 8     | EGY  | Taha El-Gamal   | 1:00,5 min |

#### 400 m Freistil
| Platz | Land | Sportler         | Zeit (min) |
| ----- | ---- | ---------------- | ---------- |
| 1     | USA  | William Smith    | 4:41,0     |
| 2     | USA  | James McLane     | 4:43,4     |
| 3     | AUS  | John Marshall    | 4:47,7     |
| 4     | HUN  | Géza Kádas       | 4:49,4     |
| 5     | HUN  | György Mitró     | 4:49,9     |
| 6     | FRA  | Alex Jany        | 4:51,4     |
| 7     | GBR  | Jack Hale        | 4:55,9     |
| 8     | ARG  | Alfredo Yantorno | 4:58,7     |

#### 1500 m Freistil
| Platz | Land | Sportler        | Zeit (min) |
| ----- | ---- | --------------- | ---------- |
| 1     | USA  | James McLane    | 19:18,5    |
| 2     | AUS  | John Marshall   | 19:31,3    |
| 3     | HUN  | György Mitró    | 19:43,2    |
| 4     | HUN  | György Csordás  | 19:54,2    |
| 5     | YUG  | Marjan Stipetić | 20:10,7    |
| 6     | USA  | Forbes Norris   | 20:18,8    |
| 7     | GBR  | Donald Bland    | 20:19,8    |
| 8     | USA  | Bill Heusner    | 20:45,4    |

#### 100 m Rücken
| Platz | Land | Sportler                | Zeit (min) |
| ----- | ---- | ----------------------- | ---------- |
| 1     | USA  | Allen Stack             | 1:06,4     |
| 2     | USA  | Robert Cowell           | 1:06,5     |
| 3     | FRA  | Georges Vallerey junior | 1:07,8     |
| 4     | ARG  | Mario Chávez            | 1:09,0     |
| 4     | MEX  | Clemente Mejía          | 1:09,0     |
| 6     | RSA  | Jackie Wiid             | 1:09,1     |
| 7     | GBR  | John Brockway           | 1:09,2     |
| 8     | GBR  | Bert Kinnear            | 1:09,6     |

#### 200 m Brust
| Platz | Land | Sportler          | Zeit (min) |
| ----- | ---- | ----------------- | ---------- |
| 1     | USA  | Joseph Verdeur    | 2:39,3     |
| 2     | USA  | Keith Carter      | 2:40,2     |
| 3     | USA  | Robert Sohl       | 2:43,9     |
| 4     | AUS  | John Davies       | 2:43,7     |
| 5     | YUG  | Tone Cerer        | 2:46,1     |
| 6     | BRA  | Willy Otto Jordan | 2:46,4     |
| 7     | EGY  | Ahmed Kandil      | 2:47,5     |
| 8     | NED  | Bob Bonte         | 2:47,6     |

#### 4 × 200 m Freistil
| Platz | Land | Sportler                                                         | Zeit (min) |
| ----- | ---- | ---------------------------------------------------------------- | ---------- |
| 1     | USA  | Walter Ris James McLane Wallace Wolf William Smith               | 8:46,0     |
| 2     | HUN  | Elemér Szathmáry György Mitró Imre Nyéki Géza Kádas              | 8:48,4     |
| 3     | FRA  | Joseph Bernardo René Cornu Henri Padou Alexandre Jany            | 9:08,0     |
| 4     | SWE  | Martin Lundén Per-Olof Olsson Per-Olof Östrand Olle Johansson    | 9:09,1     |
| 5     | YUG  | Vanja Illić Ciril Pelhan Janko Puhar Branko Vidović              | 9:14,0     |
| 6     | ARG  | Horacio White José Durañona Juan Garay Alfredo Yantorno          | 9:19,2     |
| 7     | MEX  | Ramón Bravo Angel Maldonado Apolonio Castillo Alberto Isaac      | 9:20,2     |
| 8     | BRA  | Sérgio Rodrígues Willy Otto Jordan Rolf Kestener Aram Boghossian | 9:31,0     |

### Frauen

#### 100 m Freistil
| Platz | Land | Sportlerin           | Zeit (min) |
| ----- | ---- | -------------------- | ---------- |
| 1     | DEN  | Greta Andersen       | 1:06,3     |
| 2     | USA  | Ann Curtis           | 1:06,5     |
| 3     | NED  | Marie-Louise Linssen | 1:07,6     |
| 4     | DEN  | Karen Harup          | 1:08,1     |
| 5     | SWE  | Ingegärd Fredin      | 1:08,4     |
| 6     | NED  | Irma Schumacher      | 1:08,4     |
| 7     | SWE  | Elisabeth Ahlgren    | 1:08,8     |
| 8     | DEN  | Fritze Carstensen    | 1:09,1     |

#### 400 m Freistil
| Platz | Land | Sportlerin               | Zeit (min) |
| ----- | ---- | ------------------------ | ---------- |
| 1     | USA  | Ann Curtis               | 5:17,8     |
| 2     | DEN  | Karen Harup              | 5:21,2     |
| 3     | GBR  | Catherine Gibson         | 5:22,5     |
| 4     | BEL  | Fernande Caroen          | 5:25,3     |
| 5     | USA  | Brenda Helser            | 5:26,0     |
| 6     | BRA  | Piedade Coutinho-Tavares | 5:29,4     |
| 7     | DEN  | Fritze Carstensen        | 5:29,4     |
| 8     | USA  | Nancy Lees               | 5:32,9     |

#### 100 m Rücken
| Platz | Land | Sportlerin        | Zeit (min) |
| ----- | ---- | ----------------- | ---------- |
| 1     | DEN  | Karen Harup       | 1:14,4     |
| 2     | USA  | Suzanne Zimmerman | 1:16,0     |
| 3     | AUS  | Judy-Joy Davies   | 1:16,7     |
| 4     | HUN  | Ilona Novák       | 1:18,4     |
| 5     | NED  | Ria van der Horst | 1:18,8     |
| 6     | NED  | Dicky van Ekris   | 1:18,9     |
| 7     | USA  | Muriel Mellon     | 1:19,0     |
| 8     | NED  | Greetje Gaillard  | 1:19,1     |

#### 200 m Brust
| Platz | Land | Sportlerin           | Zeit (min) |
| ----- | ---- | -------------------- | ---------- |
| 1     | NED  | Petronella van Vliet | 2:57,2     |
| 2     | AUS  | Beatrice Lyons       | 2:57,7     |
| 3     | HUN  | Éva Novák            | 3:00,2     |
| 4     | HUN  | Éva Székely          | 3:02,5     |
| 5     | NED  | Jannie de Groot      | 3:06,2     |
| 6     | GBR  | Elizabeth Church     | 3:06,1     |
| 7     | NED  | Tonnie Hom           | 3:07,5     |
| 8     | DEN  | Jytte Hansen         | 3:08,1     |

#### 4 × 100 m Freistil
| Platz | Land | Sportlerinnen                                                             | Zeit (min) |
| ----- | ---- | ------------------------------------------------------------------------- | ---------- |
| 1     | USA  | Marie Louise Corridon Thelma Kalama Brenda Helser Ann Curtis              | 4:29,2     |
| 2     | DEN  | Eva Arndt Karen Harup Greta Andersen Fritze Carstensen                    | 4:29,6     |
| 3     | NED  | Irma Schumacher Margot Marsman Marie-Louise Linssen Johanna Termeulen     | 4:31,6     |
| 4     | GBR  | Patricia Nielsen Margaret Wellington Lillian Preece Catherine Gibson      | 4:34,7     |
| 5     | HUN  | Mária Littomeritzky Ilona Novák Judit Temes Éva Székely                   | 4:44,8     |
| 6     | BRA  | Eleonora Schmitt Maria da Costa Talita Rodrígues Piedade Coutinho-Tavares | 4:49,1     |
| 7     | FRA  | Josette Arène Gisèle Vallerey Colette Thomas Ginette Jany-Sendral         | 4:49,8     |
| 8     | SWE  | Gisela Thidholm Elisabeth Ahlgren Marianne Lundquist Ingegärd Fredin      | DSQ        |